# Ralph Moore
Ralph Moore (* 24. Dezember 1956 in Brixton/London, Großbritannien) ist ein US-amerikanischer Jazz-Tenor- und Sopransaxophonist des Hard Bop.

## Leben und Wirken
Ralph Moore kam 1970 in die Vereinigten Staaten; 1972 zog er nach Kalifornien, um bei seinem Vater zu leben und spielte im Jazzorchester an der Santa Maria High School. 1975 studierte er am Berklee College of Music. 1981 zog er nach New York, wo seine professionelle Karriere als Musiker begann. Er spielte in Horace Silvers Quintett, mit dem er auf Tourneen nach Europa und Japan ging. Als vielbeschäftigter Sideman arbeitete Moore in den folgenden Jahren außerdem mit Roy Haynes, der Mingus Dynasty und Freddie Hubbard. Im Sommer 1987 ging er auf Tournee mit Dizzy Gillespies Reunion Big Band. Ralph Moore spielte außerdem bei Schallplattenaufnahmen von Kenny Barron (Invitation), Ray Brown, Kevin Eubanks, Dusko Goykovich (Bebop City, 1995), Gene Harris, Roy Haynes (True or False, 1986), Bill Mays, Valery Ponomarev, Jimmy Knepper (Dream Dancing, 1986) und dem Brian Lynch Sextet. Mit J. J. Johnson trat er im New Yorker Village Vanguard auf. 
Ab Mitte der 1980er Jahre nahm Moore eine Reihe von Alben auf dem Label Criss Cross Jazz auf, mit Begleitmusikern wie Steve Turre, Mulgrew Miller und Marvin Smitty Smith auf seinem 1988er-Album Rejuvenate!. 1996 spielte er zusammen mit Roy Hargrove und Oscar Peterson (Oscar Peterson Meets Roy Hargrove and Ralph Moore, Telarc). Im gleichen Jahr wirkten Hargrove und Moore an Cedar Waltons Album The Composer mit. 2019 wirkte er bei John Beasleys Grammy-nominierten Album MONK’estra Plays John Beasley mit.

## Diskographische Hinweise
- Round Trip (1985, Reservoir) mit Brian Lynch, Kevin Eubanks, Benny Green, Rufus Reid, Peter Washington
- 623 C Street (1987, Criss Cross) mit David Kikoski, Buster Williams, Billy Hart
- Rejuvenate! (1988, Criss Cross)
- Images (1988, Landmark)
- Furthermore (1990, Landmark) mit Roy Hargrove
- Who It Is You Are (1993, Savoy Records)
- West Coast Jazz Summit (Mons Records, 1995) mit Eric Reed, Robert Hurst, Jeff Hamilton